# Evangeline Vs. The Machine
Evangeline vs. the Machine è l'ottavo album in studio del cantante di musica country statunitense Eric Church. È uscito il 2 maggio 2025, preceduto dal singolo Hands of Time, pubblicato il 20 marzo 2025.

## Contesto e promozione
Dopo l'uscita del triplo album di Church, Heart & Soul, Church si è preso una pausa dalla musica, con una delle sue uniche apparizioni mainstream dopo l'album, ovvero la partecipazione al brano Man Made a Bar di Morgan Wallen, che ha raggiunto la vetta delle classifiche Country Airplay e la posizione numero 15 nella Billboard Hot 100. Nell'ottobre 2024, Church ha pubblicato un singolo promozionale intitolato Darkest Hour (Helene Edit), la sua prima esibizione da solista in tre anni. Aveva già scritto la canzone prima dell'uragano Helene e intendeva pubblicarla nel 2025, ma poiché il testo si adattava ai gravi danni causati dalla tempesta al suo stato d'origine, la Carolina del Nord, e agli sforzi per aiutare, Church disse che "non gli sembrava giusto aspettare con questa canzone". Church aiutò direttamente con la ripresa e promise che tutte le royalties editoriali sarebbero andate per gli aiuti allo stato. Church e Luke Combs organizzarono il "Concerto per la Carolina" il 26 ottobre 2024, al Bank of America Stadium di Charlotte, nella Carolina del Nord, che raccolse oltre 24 milioni di dollari per i soccorsi dopo l'uragano Helene. Church eseguì la canzone alla 58a edizione dei Country Music Association Awards.

## Tracce
1. Hands of Time – 3:32 (Eric Church, Scooter Carusoe)
2. Bleed on Paper – 5:39 (Tucker Beathard, Casey Beathard, Monty Criswell)
3. Johnny – 5:03 (Church, Luke Laird, Brett Warren)
4. Storm in Their Blood – 3:30 (Church)
5. Darkest Hour – 5:48 (Church)
6. Evangeline – 4:40 (Church. Laird. Barry Dean)
7. Rocket's White Lincoln – 4:03 (Church)
8. Clap Hands – 3:45 (Tom Waits)